# Андрейчук Іван Іванович
Андрейчук Іван Іванович — український вчений, філолог, педагог.

## Біографія
Іван Андрейчук народився 24 грудня 1915 року в м. Долина Івано-Франківської області. Після закінчення з відзнакою Класичної гімназії (1939) студіював класичну філологію у Львівському університеті.
1952 р. до 1986 р. працював на кафедрі класичної філології, де 1967 р. захистив кандидатську дисертацію «Функції дієприкметника у грецькій мові».
У 1970—1973 рр. виконував обов'язки заступника декана факультету іноземних мов.
Був учасником наукових конференцій філологів-класиків у Москві, Ленінграді, Тбілісі. Іван Іванович знав 9 мов. Вільно володів німецькою, англійською, французькою, старогрецькою, латинською, польською, чеською, вивчав санскрит.

## Пам'ять
У своїй статті Наталя Яковенко: «Історику не дано пізнати світ таким, який він був насправді…», вона зазначає: «У мене був незабутньої пам'яті вчитель, викладач грецької мови Іван Іванович Андрейчук. Він — перша людина, яка навчила мене сумніватися у тому, що кожне написане слово є правдою».
Наталія Царьова, згадує: "Заняття відбуваються, скажімо у понеділок. Іван Іванович: "Слухайте, ви англійську знаєте ?А французьку?"Тіхій ужас"! Я вас(студенти)питаю, як це так можна — знати маму-латинську мову, і не знати її дочок-рідної, італійської і другої, французької!"Кінець пари: "Ну, то на коли ви мені це зробите? На четвер вивчете англійську і французьку?"Ось так вводив він нас у науку Слова, ненав'язливо- sapieti sat!-але після подібних слів хотілося вчити ВСІ мови, щоб почути стримане, але таке дорогоцінне «Харашо!»
Назаренко Ольга Юріївна, кандидат  філологічних  наук, доцент  кафедри класичної  філології Львівського національного університету імені Івана Франка, стверджує «Доцент Іван Андрейчук належав до тієї значної університетської спільноти, де панувало європейське розуміння університету як „царства розуму“, „храму аристократів духу“, як „світу пізнання, дослідження, дебатів“, де жили благородні ідеї — оберігати гуманістичні цінності, виявляти шляхетність намірів і чину, плекати енциклопедизм, пошановувати інтелектуальні чесноти. Серед достоїнств генерації, до якої належав Іван Іванович, була і така. Ці поважні пани знімали капелюха ще у вестибюлі, чемно віталися з охоронцями, вміли сказати приємне слово прибиральниці, елегантно віталися з жінками-колегами. Таку звичку мав світлої пам'яті І. Андрейчук».

## Основні праці-науково-педагогічної діяльності
1. «Латинська мова для студентів юридичного факультету» (Львів, 1962);
2. «До питання про походження і суть самостійних дієприкметникових зворотів у грецькій мові на порівняльному фоні» (Львів, 1965);
3. «Дієприкметник у функції предикатива у грецькій мові» (Львів, 1965);
4. «Синтаксичні особливості Participium conjunctum у грецькій мові» (Львів, 1965).